# Икономика на Малта
Икономиката на Малта е зависима от търговията и сектора на услугите. Варовикът, корабостроенето и туризмът са най-важните опори на икономиката.

## Селско стопанство
Малта успява да осигури едва 20% от хранителните си нужди, както и ограничени водни ресурси.
Единствените важни стоки са тютюнът и тютюневите изделия, както и дървесината и хартиените изделия.

## Индустрия
Леката индустрия е движещата сила на икономиката. Произвеждат се машини и електроуреди, текстилни и кожени изделия. Други индустрии са химическата и нефтената. фармацевтичната индустрия също е застъпена на островите. Въпреки огромния слънчев и вятърен потенциал, Малта произвежда 100% от енергийните си нужди от внесен от Алжир нефт.

## Сектор на услугите
Днес секторът на услугите е най-важния сектор в икономиката на Малта.
Банковото дело и финансовите услуги са много важни, а правителството се опитва да превърне държавата във финансов център на цялото Средиземноморие. От 2008 г., Малта ползва еврото като официална валута.
Туризмът е важен за намирането на работни места, над 1.6 млн. посетители годишно посещават островите Гоцо, Комино и Малта.

## Факти
| БВП: 9.65 млрд. долара (2009) |
| Ръст на БВП: -4% (2009) |
| БВП на глава от населението: $23 800 (2009) |
| БВП по сектор: селско стопанство: 1,4%; индустрия: 18%; услуги: 80,6% (2007) |
| Инфлация: 2,7% (2009) |
| Работна сила: 171 000 (2008) |
| Работна сила по сектор: селско стопанство: 2,3%; индустрия: 29,6%; услуги: 68% (2005)                                                                                                 |
| Безработица: 6,2% (2010) |
| Основни индустрии: туризъм, електроника, корабостроене и поправка, строене, храни и напитки, фармацевтика, обувна промишленост, дрехи, тютюн, авиационни услуги, финансови услуги, ИТ |
| Износ: $2.459 млрд. (2009) |
| Стоки за износ: Електронни уреди, механични части, риба и ракообразни, фармацевтични продукти, печатни издания                                                                        |
| Основни експортни партньори: Германия 13,5%, Сингапур 13%, Франция 12,2%, САЩ 9,6%, Обединеното кралство 8,2%, Хонг Конг 6,7%, Япония 6,4%, Италия 4,7% (2008)                        |
| Внос: $3.94 млрд. (2009) |
| Вносни стоки: горива, електронни уреди, не-електронна механика, самолетно и друго транспортно оборудване, пластмаса и полуфабрикати; храни, напитки, тютюн                            |
| Основни импортни партньори: Италия 28%, Обединеното кралство 13,5%, Франция 8,2%, Германия 7,4%, Сингапур 6,4% (2008)                                                                 |